# Budling
Budling là một xã trong vùng Grand Est, thuộc tỉnh Moselle, quận Thionville-Est, tổng Metzervisse. Tọa độ địa lý của xã là 49° 20' vĩ độ bắc, 06° 21' kinh độ đông. Budling nằm trên độ cao trung bình là 233 mét trên mực nước biển, có điểm thấp nhất là 176 mét và điểm cao nhất là 343 mét. Xã có diện tích 5,73 km², dân số vào thời điểm 2004 là 159 người; mật độ dân số là 28 người/km². Xã thuộc Pháp từ năm 1659.

## Thông tin nhân khẩu
| 1962 | 1968 | 1975 | 1982 | 1990 | 1999 |
| ---- | ---- | ---- | ---- | ---- | ---- |
| 149  | 162  | 162  | 173  | 158  | 157  |